# Synagogenbezirk Hamm
Der Synagogenbezirk Hamm mit Sitz in Hamm, einer Stadt in Nordrhein-Westfalen, wurde nach dem Preußischen Judengesetz von 1847 geschaffen.
Der Synagogenbezirk, der ursprünglich nur die Stadt Hamm erfasste, wurde 1855 durch das Amt Rhynern vergrößert.